# Teresa Stratas
Teresa Stratas, nata Anastasia Stratakis, OC (Toronto, 26 maggio 1938), è un soprano canadese.

## Biografia
Nata in Canada da una famiglia di immigrati greci, a tredici anni cantava canzoni pop greche alla radio. 
Si diplomò al Royal Conservatory of Music di Toronto, ventenne fece il suo debutto nel ruolo di Mimì in La bohème al Toronto Opera Festival. 
Un anno dopo, nel 1959, entrò nella compagnia della Metropolitan Opera di New York, facendo la sua prima apparizione in concerto ed in seguito cantando nel ruolo di Poussette nella ripresa di Manon di Jules Massenet. 
Interpretò il ruolo della protagonista in Nausicaa di Peggy Glanville-Hicks al Teatro di Erode Attico di Atene nel 1961, cantò per la prima volta al Covent Garden in La bohème quello stesso anno e, nel 1962, alla Scala nel ruolo di Isabella nella première integrale scenica di L'Atlántida di Manuel de Falla. 
Sempre con la compagnia del Metropolitan Opera passò a ruoli da protagonista e si esibì nei maggiori teatri del mondo, il Bol'šoj, la Staatsoper (come Mimì ne La bohème del 1969), la Deutsche Oper Berlin, la Bayerische Staatsoper, l'Opéra di Parigi, la San Francisco Opera (come Cio-Cio-San in Madama Butterfly nel 1966 e Mimì ne La bohème del 1973), il Festival di Salisburgo (nel 1969 e nel 1970 come Despina nella ripresa nel Kleines Festspielhaus di Così fan tutte di Mozart e nel 1972, 1973 e nel 1980 come Susanna nella ripresa nel Großes Festspielhaus di Le nozze di Figaro di W.A. Mozart).
Tra i punti più alti della sua carriera ci fu l'interpretazione del ruolo di Sardulla nella prima americana di The Last Savage di Gian Carlo Menotti (Met, 1964).
Nel 1974 prese parte al film-opera dalla Salomè di Strauss, regia di Götz Friedrich, con la Wiener Philharmoniker diretta da Karl Böhm. Pierre Boulez la scelse per cantare il ruolo di Lulu nella prima rappresentazione della versione completa del Théâtre de l'Opéra di Parigi di "Lulu" di Alban Berg nel 1979. 
Nel 1981 fu Mimì ne La bohème alla Metropolitan Opera di New York. Il 26 settembre 1989 cantò i tre ruoli da soprano nel Trittico di Puccini, Giorgetta (Il tabarro), Angelica (Suor Angelica) e Lauretta (Gianni Schicchi) al Met. Fu la prima interprete del ruolo di Maria Antonietta in The Ghosts of Versailles di John Corigliano (Met, 1991). All'inaugurazione della stagione 1994 del Met cantò i ruoli di Nedda in Pagliacci al fianco di Luciano Pavarotti e di Giorgetta in Il tabarro accanto a Plácido Domingo.
Al Royal Opera House tornò nel 1976 e nel 1977 con Susanna ne Le nozze di Figaro e nel 1979 con Nedda in Pagliacci.
Complessivamente, comparve alla Metropolitan Opera in 385 rappresentazioni interpretando 41 ruoli diversi, fra cui i più interpretati furono quelli di Liù in Turandot (27 volte tra il 1961 e il 1995), Nedda in Pagliacci (27 volte tra il 1963 e il 1994) e Mimì in La bohème (26 volte tra il 1962 e il 1982). 
Il suo repertorio includeva anche i ruoli di Zerlina in Don Giovanni, Despina in Così fan tutte, Cherubino e Susanna in Le nozze di Figaro, Liù in Turandot, Cio-Cio-San in Madama Butterfly, Micaëla in Carmen, Marguerite in Faust, il ruolo eponimo in La Périchole, Gretel in Hänsel und Gretel, Lisa in La dama di picche, il Compositore in Ariadne auf Naxos di Richard Strauss, Antonia in Les contes d'Hoffmann, Mélisande in Pelléas et Mélisande di Claude Debussy, Marenka in La sposa venduta, Desdemona in Otello, M.me Lidoine in I dialoghi delle Carmelitane, Jenny Smith in Ascesa e caduta della città di Mahagonny (diretta da John Dexter). Nel 1987 debutta a Broadway con il musical Rags, per cui è nominata al Tony Award alla miglior attrice protagonista in un musical.
La sua ultima esibizione con la compagnia del Metropolitan fu il 9 dicembre 1995, nel ruolo di Jenny in Ascesa e caduta della città di Mahagonny. 
Fu scritturata di nuovo nella stagione 1996/97 per cantare il ruolo di Marenka in una ripresa di La sposa venduta, ma si ritirò prima dello spettacolo.
Alle prove per Mahagonny nel 1979, la Stratas conobbe la vedova di Kurt Weill, Lotte Lenya, la quale le diede le partiture di canzoni di Weill mai incise prima di allora: la Stratas le rese note in due album, The Unknown Kurt Weill e Stratas Sings Weill.
Recitò in diversi adattamenti cinematografici di opere, tra cui Salomè (1976), Amahl and the Night Visitors (1978), La sposa venduta (1978); Pagliacci (1982) e La traviata (1983) con la regia di Franco Zeffirelli.
Negli anni ottanta la Stratas si recò a Calcutta e prestò servizio presso l'orfanotrofio di suor Madre Teresa; ancora negli anni novanta trovò il tempo di fare una pausa nella sua carriera per recarsi in un ospedale in Romania. Attualmente vive in Florida.

## Repertorio operistico
| Ruolo             | Titolo                                   | Autore      |
| ----------------- | ---------------------------------------- | ----------- |
| Lulu              | Lulu                                     | Berg        |
| Micaëla           | Carmen                                   | Bizet       |
| Tat'jana          | Eugenio Onegin                           | Čajkovskij  |
| Lisa              | La dama di picche                        | Čajkovskij  |
| Maria Antonietta  | I fantasmi di Versailles                 | Corigliano  |
| Mélisande         | Pelléas et Mélisande                     | Debussy     |
| Marguerite        | Faust                                    | Gounod      |
| Gretel            | Hänsel und Gretel                        | Humperdinck |
| Hanna Glawari     | La vedova allegra                        | Lehár       |
| Nedda             | Pagliacci                                | Leoncavallo |
| Poussette         | Manon                                    | Massenet    |
| La Madre          | Amahl e i visitatori notturni            | Menotti     |
| Cherubino Susanna | Le nozze di Figaro                       | Mozart      |
| Zerlina           | Don Giovanni                             | Mozart      |
| Despina           | Così fan tutte                           | Mozart      |
| Antonia           | I racconti di Hoffmann                   | Offenbach   |
| Périchole         | La cantante e il dittatore               | Offenbach   |
| Madame Lidoine    | I dialoghi delle Carmelitane             | Poulenc     |
| Mimì              | La bohème                                | Puccini     |
| Cio-Cio-San       | Madama Butterfly                         | Puccini     |
| Giorgetta         | Il tabarro                               | Puccini     |
| Suor Angelica     | Suor Angelica                            | Puccini     |
| Lauretta          | Gianni Schicchi                          | Puccini     |
| Liù               | Turandot                                 | Puccini     |
| Mařenka           | La sposa venduta                         | Smetana     |
| Salomè            | Salomè                                   | Strauss     |
| Il Compositore    | Arianna a Nasso                          | Strauss     |
| Violetta Valéry   | La traviata                              | Verdi       |
| Desdemona         | Otello                                   | Verdi       |
| Jenny             | Ascesa e caduta della città di Mahagonny | Weill       |

## Discografia
- Lulu di Alban Berg. Stratas, Yvonne Minton, Hannah Schwarz, Franz Mazura, Kenneth Riegel, Robert Tear, Orchestre de l'Opéra de Paris, dir. Pierre Boulez. Deutsche Grammophon (1979)
- Teresa Stratas - The Unknown Kurt Weill, Nonesuch 79019
- Stratas Sings Weill, Nonesuch 79131
- September Songs: The Music of Kurt Weill, (Sony Classical, 1997)
- Verdi, La traviata. Stratas, Fritz Wunderlich, Hermann Prey. Dir. Giuseppe Patanè. Orfeo, 1965. Registrazione dal vivo.
- Peggy Glanville-Hicks, Nausicaa, Scenes from the Opera. Stratas, Athens Symphony Orchestra & Chorus
- Jerome Kern, Show Boat. Stratas, Frederica von Stade, Jerry Hadley & Lillian Gish. Ambrosian Chorus & London Sinfonietta, dir. John McGlinn. EMI.
- Lehár Suppé, Vedova allegra/Ouvertures - Karajan/Kélémén/Kollo, Deutsche Grammophon
- Leoncavallo, Pagliacci - Pretre/Domingo/Bruson, 1983 Philips/Decca

## Filmografia
- Salomè (1976) - con Bernd Weikl e Astrid Varnay, direttore Karl Böhm, regia di Götz Friedrich - 1974, Deutsche Grammophon
- La bohème (1981) - con José Carreras e Renata Scotto, James Levine e regia di Franco Zeffirelli, Deutsche Grammophon
- Pagliacci (1982) - con Domingo, Georges Prêtre, regia di Zeffirelli - 1983 Deutsche Grammophon
- La traviata (1983), con Domingo e Cornell MacNeil, regia di Zeffirelli - Levine/Gall/Cei/Barbacini/The Metropolitan Opera Orchestra and Chorus, Deutsche Grammophon
- Stratasphere: Portrait of Teresa Stratas (1989) - documentario
- Così fan tutte Edita Gruberová, Luis Lima, Ferruccio Furlanetto, Delores Ziegler, Wiener Philharmoniker, dir. Nikolaus Harnoncourt. Regia di Jean-Pierre Ponnelle. 1988 Decca
- The Ghosts of Versailles - Stratas, Fleming, Horne, Hagegård, G. Quilico, Berberian, Met Opera, dir. James Levine.
- Puccini Leoncavallo, Tabarro/Pagliacci - Levine/Pons/Domingo, regia di Franco Zeffirelli, 1994 Deutsche Grammophon

## Premi e riconoscimenti

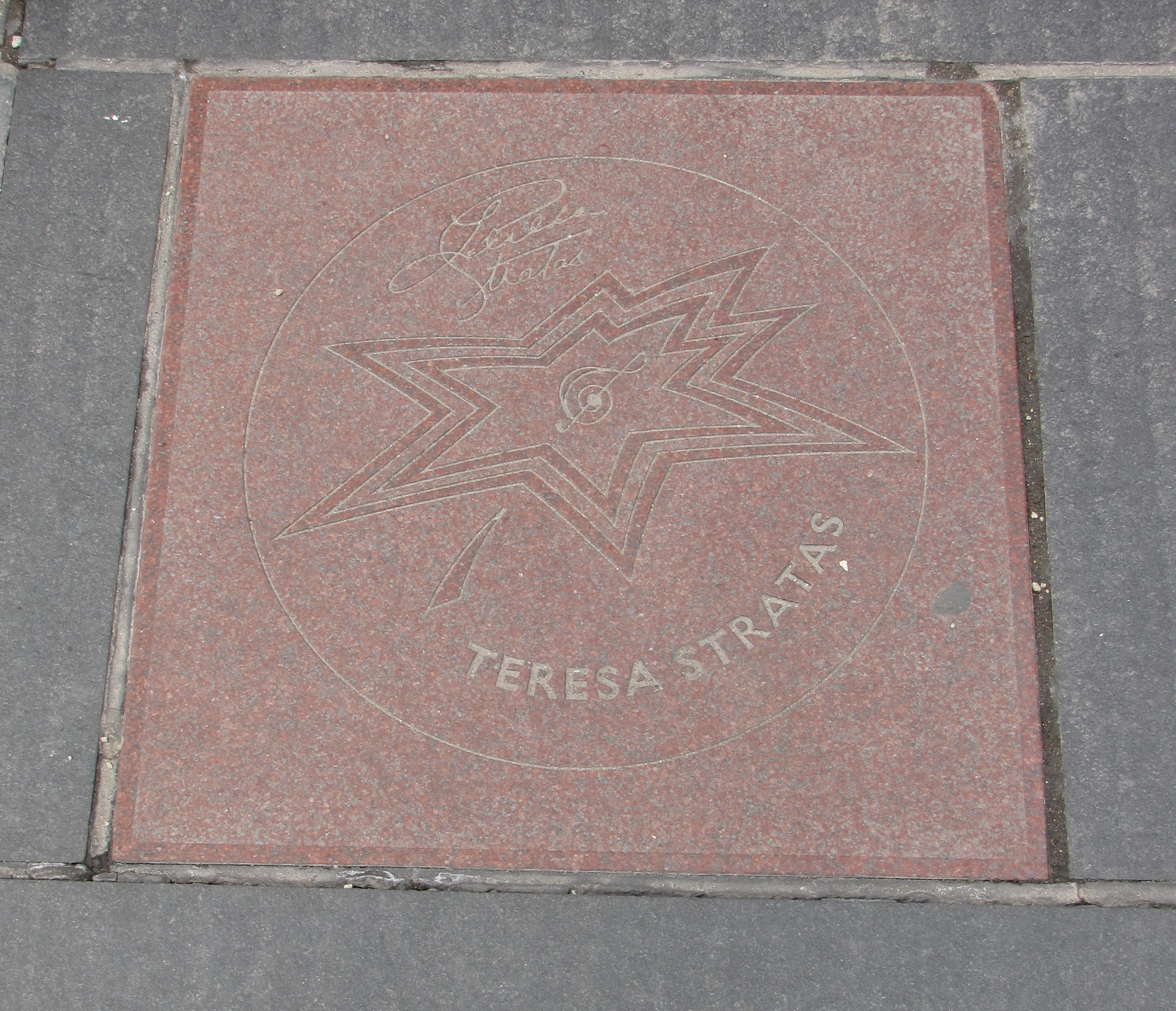
La stella della Stratas nella Canada's Walk of Fame

- Grammy Award alla miglior registrazione operistica e Grammy Award al miglior album di musica classica per Lulu di Alban Berg (1981)
- Grammy Award alla miglior registrazione operistica per La traviata (film 1983) di Verdi (1984)
- Drama Desk Award alla miglior attrice in un musical per Rags (1987)
- Nomination per il Tony Award alla miglior attrice protagonista in un musical per Rags (1987)
- Artist of the Year Canadian Music Council (1980)
- Laurea honoris causa in legge (McMaster University) (1986)
- Laurea honoris causa in legge (University of Toronto) (1994)
- Laurea honoris causa in legge (Eastman School of Music) (1998)
- Laurea honoris causa in lettere (York University) (2000)
- Stella nella Canada's Walk of Fame (2001)

## Fonti
- Teresa Stratas Biography at the American Immigration Law Foundation, su ailf.org. URL consultato il 27/5/2006 (archiviato dall'url originale il 20 febbraio 2006).
- Teresa Stratas Biography at Sony Classical, su sonyclassical.com. URL consultato il 27/5/2006 (archiviato dall'url originale il 5 maggio 2006).